# Жуков, Николай Алексеевич
Никола́й Алексе́евич Жу́ков (? , Москва — 19 мая 1913) — русский архитектор, автор проекта Московской соборной мечети и других гражданских и церковных зданий в Москве.

## Биография
Родился в Москве, вырос в Замоскворечье в доме по улице Бахрушина, 9, которым его отец владел с 1860-х годов. Окончил Вторую московскую прогимназию. Затем поступил в Московское училище живописи, ваяния и зодчества, из которого выбыл, окончив лишь курс наук. Следующие пять лет работал на стройках других архитекторов. В ноябре 1890 года подал прошение в Техническо-строительный комитет МВД на предоставление права производства работ по гражданской, строительной и дорожной части, однако на экзамене провалился. В сентябре 1891 года подал новое прошение и уже 26 ноября 1891 года получил запрашиваемое право и звание техник архитектуры. Имел частную практику в Москве. Скончался 19 мая 1913 года. Похоронен на Даниловском кладбище; могила утрачена.

## Постройки в Москве
- Колокольня и ограда с воротами церкви Покрова Пресвятой Богородицы на Городне (1900, Вторая Покровская улица, 24, стр. 1)[2][3];
- Московская соборная мечеть (1904, Выползов переулок, 7, стр. 1)[2](снесена 11 сентября 2011 года[4]);
- Дома во владении В. Ф. Шмидта (1890-е, улица Бахрушина, 9, 11), снесены в 2010 году;
- Доходный дом (?, Зацепский Вал, 10) снесён в 1984 году[2][1].

## Галерея
- Храм Покрова Пресвятой Богородицы на Городне
- Московская соборная мечеть